# 1552 w literaturze
Wydarzenia literackie w 1552 roku.

## Nowe utwory
- obcojęzyczne
  - François Rabelais – Gargantua i Pantagruel (księga czwarta)[1]

## Zmarli
- 19 kwietnia – Olaus Petri, szwedzki pisarz i tłumacz (ur. 1493)
- Bernardim Ribeiro, portugalski poeta (ur. 1482)